# محسن العواجي
محسن العواجي العجمي داعية وواعظ وناشط سياسي ومحامي من مواليد 8 ديسمبر 1961 في مدينة الرس في المملكة العربية السعودية.

## مولده ونشأته
هو محسن بن حسين بن عبد الله العواجي من ال محفوظ من قبيلة العجمان ولد في 8 ديسمبر 1961 الموافق 1 رجب 1381هـ في محافظة الرس بالقصيم.

## الحياه السياسية
بدأ حياته السياسية وهو طالب دكتوراه في مقاطعة ويلز في بريطانيا أثناء دراسته للدكتوراه عندما كان رئيساً للجمعية الإسلامية في جامعة ويلز- أبريستويث حيث أعيد انتخابه 3 مرات تذوق خلالها قيمة الحرية السياسية وإعداد الدستور واللوائح والانتخابات والاجتاجات وغير ذلك من المصطلحات والمواقف التي كانت جديدة على بيئته المحافظة داخل السعودية قبل ابتعاثه، وبعد رجوعه إلى جامعة الملك سعود أستاذا في كلية الزراعة بدأ يتواصل مع زملائه الدارسين بالخارج ممن تذوقوا طعم الحرية السياسية والمؤسسات المدنية، فكان أول نشاط سياسي علني بالداخل هو المشاركة في إعداد خطاب شوال 1991م المعروف بخطاب المطالب الإثني عشر، ثم شارك بإعداد الكاسيت السري المعروف بالمدفع العملاق ودبلجه في بيته واعتقل هو وزملائه بسببه. ثم شارك في إعداد مذكرة النصيحة وكذلك في تأسيس لجنة الدفاع عن الحقوق الشرعية التي حُظرت فور إعلان تأسيسها واعتقل مؤسسوها وداعموها وفصلوا عن أعمالهم.
وبعد الإفراج عن المؤسسين اجتمع مع سعد الفقيه ومحمد الحضيف في أبريل 1993 وقرروا أن ينقلوا مقر لجنة الدفاع عن الحقوق الشرعية إلى لندن فأُعلن إطلاقها مجددا من لندن في أبريل 1994.
في سبتمبر من نفس السنة أعيد اعتقال العواجي وفي يونيو 1995 حُكم عليه بالسجن خمسة عشر عامًا في 4 مارس 2006 نشر العواجي على موقعه «الوسطيّة» مقالا ينتقد فيه وزير العمل غازي القصيبي وما اعتبره «تأثيرات ليبرالية على الملك عبد الله» فاعتقل في 10 مارس لثمانية أيام وحُجب موقعه. انتقدت منظمتا مراسلون بلا حدود والشبكة العربية لمعلومات حقوق الإنسان اعتقال العواجي وحجب موقعه.

## دراسته
أكمـل دراسة الابتدائية عام 1393هـ والمتوسطــة عام 1396هـ والثانوية عام 1399هـ في المدارس الحكومية بمحافظة الرس وكان حينها يسكن في مزرعة والده المتواضعة جدا في ضاحية (بهجة) جنوب الرس. ثم التحق بكلية الزراعة جامعة الملك سعود بالرياض عام 1399هـ، حصل على البكالوريوس في العلوم الزراعية من كلية الزراعة جامعة الملك سعود في نهاية العام الدراسي 1401-1402هـ الموافق 1981/1982م ثم عين معيداً بنفس الكلية اعتباراً من تاريخ 12/1/1403هـ.
تولى التدريس والإشراف على الدروس العملية والقيام بالعديد من الرحلات التعليميــة داخل المملكة والمشاركة في إعداد الندوات والمحاضرات في مجال تخصصه.
حصل على شهادة الماجستير في العلوم الزراعية تخصص علوم تربة من نفس الكلية بتاريخ 30/7/1986م الموافق 23/11/1406هـ وعين محاضراً بنفس الكلية اعتباراً من تاريخ 20/12/1406هـ ثم حصل علــى بعثة علميــة للحصول علــــى شهادة الدكتوراه من بريطانيا فـــي 3/10/1986م.
حصــل علـى شهـادة الدكتوراه في تخصص البيدولوجيا من جامعة ويلز University of Wales في 16/12/1989م.
.(بيدولوجيا: حصر وتصنيف وتقسيم الأراضي ورسم الخرائط البيدولوجية وتحليل الصور الجوية وتحليل التربة والمياه....الخ).
عين أستاذاً مساعداً في كلية الزراعة جامعة الملك سعود اعتباراً من 29/7/1410هـ بعد عودته من البعثة.
قام بالإشراف العلمي المباشر على العديد من البحوث العلمية والرحلات والتدريبات الميدانية وكذلك الإشراف على العديد من رسائل الماجستير والاشتراك في مناقشاتها.
قدم العديد من البحوث الفردية والمشتركة ونشرها في مجلات خليجية وعربية وعالمية متخصصة وكذلك الاشتراك مع آخرين في إعداد بحوث في مختلف مجالات العلوم الزراعية خصوصاً ذات العلاقة بعلوم التربة كالبيدولوجيا وتغذية النبات وكيمياء التربة وخصوبة التربة والتسميد وحصر وتصنيف الأراضي والري والمساحة واستصلاح الأراضي الزراعية.
كما قدم العديد من الاستشارات الزراعيــة للقطاع الخاص في مجال إنتاج المحاصيل الحقلية وتنسيق الحدائق المنزليـــة وتحليل التربة والمياه ونظم الري الحديثة.
تمت ترقيته إلى أستاذ مشارك اعتباراً من تاريخ 8/8/1415هـ.
تعرض للسجن ثلاث مرات لنشاطه السياسي وحكم عليه في إحدها خمسة عشر سنة قضى منها أربع سنوات خلف القضبان، ثم صدر قرار بفصله من الجامعة وسحب ترقيته إلى أستاذ مشارك  ومنعه بعد إطلاق سراحه من جميع المناصب الرسمية والتقاعد والبدلات فانتقل للعمل في القطاع الخاص.
أسس مع زملائه الحملة العالمية لمقاومة العدوان وأصبح الناطق الرسمي لها في دورتها الأولى.
- عضو مؤسس في الاتحاد العالمي لعلماء المسلمين.
- عضو مؤسس في المؤسسة الدولية للقدس.
- عضو مؤسس في حملة نصرة النبي صلى الله عليه وسلم.
- عضو المؤتمر القومي الإسلامي.

وهو الآن على اتصال مباشر ومتواصل مع وسائل الإعلام المحلية والعالمية للمشاركة في مناقشة القضايا والمستجدات محليا وإقليميا ودوليا.
النشاطات التي كان يزاولها خارج مجال تخصصه العلمي:
- عمل إماما لمسجد سعد بن معاذ بالملز- الرياض اعتبارا من تأريخ 16/11/1402هـ.
- عمل إماما وخطيبا لجامع سعد بن معاذ بالملز اعتبارا من تأريخ 28/2/1403هـ.
- عمل إماما وخطيبا للجامع الرئيسي في جامعة الملك سعود بالرياض اعتبارا من 5/5/1405هـ.
- تولى رئاسة المركز الإسلامي بجامعة ويلز في بريطانيا من تأريخ ابتعاثه في 3/10/1986م. وأعيد انتخابه لمدة ثلاث سنوات متتالية.
- استدعي رسمياً من قبل قسم الدراسات الإسلامية في كلية التربية جامعة الملك سعود ليقوم بتدريس بعض مواد القسم لطلاب الجامعة ولمدة ثلاث سنوات متتالية.

## دراسته القانونية
بعد خروجه من السجن مفصولاً من عمله الأكاديمي في مجال الزراعة والدراسات الإسلامية مارس مهنة المحاماة متعاوناً مع بعض المكاتب المرخص لها بصفة غير رسمية لأكثر من عشر سنوات، وعند محاولته الحصول على ترخيص رسمي وجد أن من متطلباته الحصول على شهادة في القانون فالتحق منتظماً بكلية الشرق العربي للدراسات العليا على حسابه الخاص- وهي كليه متخصصة تحت إشراف وزارة التعليم العالي حتى حصل على درجة الماجستير في القانون الخاص بتقدير امتياز عام 2012م وقدم بحوثا في القانون طبعها فيما بعد في كتاب الوافي في القانون 
ثم حصل على ترخيص رسمي لمزاولة مهنة المحاماة تحت إشراف وزارة العدل وهي مهنته الحالية.

## إعتقاله
اعتقل في الأعوام 1991 و 1994 و 2006 كما سبق وكان آخرها في شهر يوليو 2013 لتوقيعه على بيان المثقفين السعوديين الذي وقع عليه أكثر من سبعة آلاف مواطن سعودي يطالب فيه بعودة الشرعية في مصر وأنه ضد الانقلاب العسكري وظهوره في برنامج 140 الذي يقدمه فهد السنيدي، كانت سبباً رئيسياً في استدعاء العواجي حيث قال ان ليس هناك حاكم عربي أو إسلامي مستعد أن يضحي بنفسه من أجل شعبه، مشيراً إلى أن الحكام مستعدون لتوظيف كل شيء لترسيخ دكتاتوريتهم. قبل ان يفرج عنه بعد أيام.

## التحقيق معه مرةً أخرى
أحيل للتحقيق في شهر يوليو 2015 بسبب إسائته للملك الراحل عبد الله بن عبد العزيز آل سعود وأتى أمر إحالته للتحقيق من سلمان بن عبد العزيز آل سعود هو والإعلامي عبدالله المديفر وإيقاف برنامج في الصميم التي تبثه قناة روتانا خليجية.

## مؤلفاته
- إنك على الحق المبين. 2016. مكتبة العبيكان.[16]
- الوافي في القانون دراسات مقارنة وأبحاث قانونية. 2013. الشركة الوطنية الموحدة للتوزيع.[17]